# Östra Värends kontrakt
Östra Värends kontrakt var ett kontrakt i Växjö stift inom Svenska kyrkan i Kronobergs län. Kontraktet delades upp 2020 när delar överfördes till Njudung-Östra Värends kontrakt och återstoden namnändrades till Växjö domkyrkokontrakt
Kontraktskoden var 0601.

## Administrativ historik
Kontraktets bildades 2012 och övertog församlingarna från Konga kontrakt, Vidinge kontrakt och Kinnevalds kontrakt.